# گمینا تژبیاتوو
گمینا تژبیاتوو (به لهستانی:  Gmina Trzebiatów) یک گمینا در لهستان است که در شهرستان گرفیتسه واقع شده‌است. گمینا تژبیاتوو ۲۲۵٫۴۴ کیلومتر مربع مساحت و ۱۶٬۸۰۳ نفر جمعیت دارد.